# Memento Mori – Gedenke des Todes
Memento Mori – Gedenke des Todes (Originaltitel: Yeogo Goedam Du-beonjjae Iyagi, ‚Schauergeschichten der Mädchenoberschule Teil 2‘) ist ein südkoreanischer Horrorfilm von Kim Tae-yong und Min Kyu-dong aus dem Jahr 1999. Es ist der zweite Teil der Whispering-Corridors-Reihe. Der Film gilt als einer der ersten der Korean New Wave, der eine lesbische Beziehung in den Vordergrund rückt.

## Handlung
Die Handlung des Films wird nichtlinear mit Rückblenden erzählt. Min-ah findet das Wechseltagebuch ihrer Mitschülerinnen Hyo-shin und Shi-eun. In dieses Tagebuch haben beide abwechseln an unterschiedlichen Tagen reingeschrieben. Dabei erfährt sie schnell, dass beide ineinander verliebt sind. Doch Hyo-shin schläft eines Tages mit ihrem Klassenlehrer und trifft sich häufiger mit ihm. Dies hat Shi-eun verletzt, doch sie reden offen darüber. Allerdings bleibt ihre Beziehung angeknackst. Über die Sommerferien haben sie sich nicht gesehen. Als der jährliche Gesundheitscheckup ansteht, springt Hyo-shin vom Schulgebäude. Shi-eun wird sofort verdächtig, damit etwas zu tun zu haben. Doch Min-ah verschafft ihr ein Alibi. Tatsächlich haben Shi-eun und Hyo-shin zuvor auf dem Dach geredet.
Hyo-shin war schwanger von ihrem Lehrer, was beim Gesundheitstest aufgefallen wäre. Deshalb wählte sie den Freitod. Mit der Zeit geschehen übernatürliche Dinge an der Schule. Min-ah findet heraus, dass Shi-eun auf Distanz ging, nachdem sich beide geoutet habe. Die Lehrer haben ihre Beziehung für Blödsinn gehalten, ihre Mitschüler haben sie verspottet. Doch Hyo-shin kam mit der Distanz nicht klar. Der Lehrer wird von Hyo-shins Geist aufgesucht und stirbt.

## Rezeption
Nach Derek Elley von der Variety bedienten sich die Regisseure Kim und Min eines altbekannten Genres – der mädchenhaften Sexualität und ihrer zerstörerischen Kraft – und stellten dieses auf den Kopf. Der Film biete nahtlose Spannung des Unglauben, was bis zum Finale des Films gut funktioniere. Doch das Ende mit den Schülern gefangen um Schulgebäude mit dem rachsüchtigen Geist von Hyo-shin wirke leer nach einem sorgsamen, atmosphärischen Aufbau. Die Leistung der jungen Hauptdarstellerinnen sei gut, insbesondere die von Park Yeh-jin. Technisch befinde sich der Film auf höchstem Niveau. Im Lexikon des Internationalen Films ist zu lesen, Memento Mori sei stilvoll inszeniert und stimmig fotografiert. Der Film verpacke „das Thema der gleichgeschlechtlichen Liebe in eine verhalten entwickelte Horrorgeschichte“ und thematisiere Aspekte des Jugenddramas.

## Auszeichnungen
Baeksang Arts Awards 2000
- Auszeichnung für die besten neuen Darstellerinnen

Slamdance Film Festival 2001
- Vision Award for Cinematography